# Anita Roddick

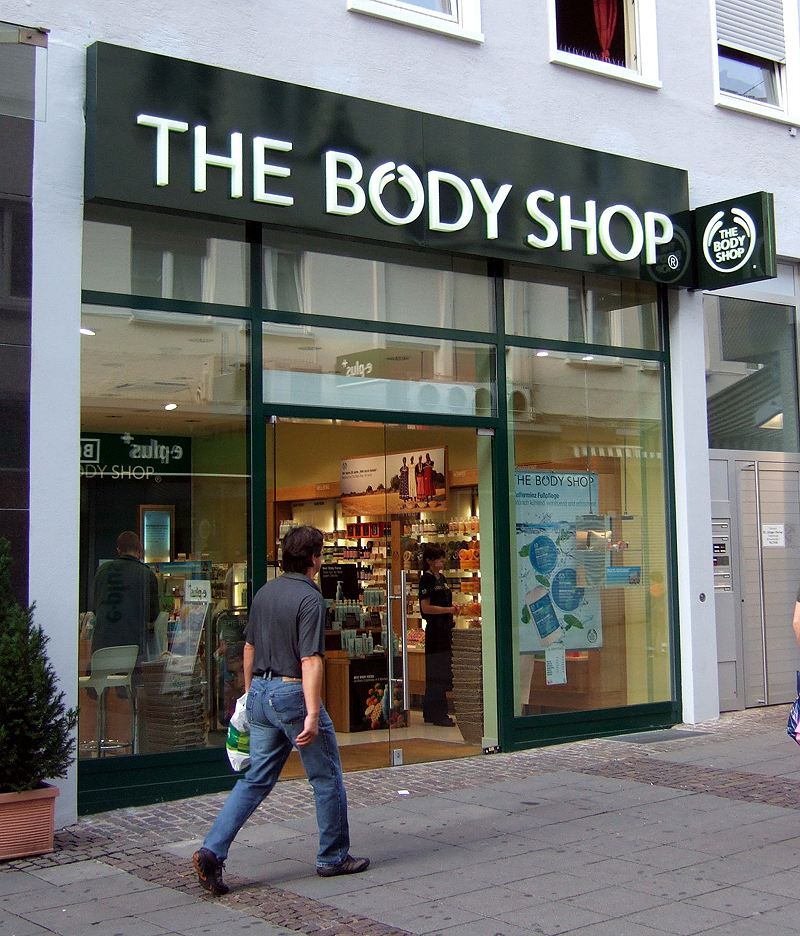
Sklep The Body Shop w Darmstadt

Anita Lucia Roddick (ur. 23 października 1942, zm. 10 września 2007) – założycielka brytyjskej marki kosmetyków i sieci sklepów z kosmetykami The Body Shop, zajmującej się produkcją i dystrybucją produktów "etycznych" – nietestowanych na zwierzętach i pochodzących ze współpracy z małymi producentami w ubogich regionach świata. 
Roddick w 2003 roku otrzymała od brytyjskiej królowej tytuł dame (forma żeńska od knight) w uznaniu za jej działalność na rzecz ochrony środowiska i działalność charytatywną. Zmarła na wylew krwi do mózgu, chorując wcześniej na żółtaczkę typu C, wszczepioną jej podczas transfuzji krwi w 1971 roku.